# Liste der Biografien/Muller, F
Liste der Biografien |
Portal Biografien |
F Personensuche
# |
A |
B |
C |
D |
E |
F |
G |
H |
I |
J |
K |
L |
M |
N |
O |
P |
Q |
R |
S |
T |
U |
V |
W |
X |
Y |
Z |
?
 
Ma |
Mb |
Mc |
Md |
Me |
Mf |
Mg |
Mh |
Mi |
Mj |
Mk |
Ml |
Mm |
Mn |
Mo |
Mp |
Mq |
Mr |
Ms |
Mt |
Mu |
Mv |
Mw |
Mx |
My |
Mz
 
Mua |
Mub |
Muc |
Mud |
Mue |
Muf |
Mug |
Muh |
Mui |
Muj |
Muk |
Mul |
Mum |
Mun |
Muo |
Mup |
Muq |
Mur |
Mus |
Mut |
Muu |
Muv |
Muw |
Mux |
Muy |
Muz
 
Mula |
Mulb |
Mulc |
Muld |
Mule |
Mulf |
Mulg |
Mulh |
Muli |
Mulj |
Mulk |
Mull |
Mulm |
Muln |
Mulo |
Mulr |
Muls |
Mult |
Mulu |
Mulv |
Mulw |
Muly |
Mulz
 
Mulla |
Mulle |
Mullg |
Mullh |
Mulli |
Mulln |
Mullo |
Mullr |
Mully
 
Mulled |
Mullei |
Mullej |
Mullem |
Mullen |
Muller |
Mulles |
Mulley
 
Muller, A |
Muller, B |
Muller, C |
Muller, D |
Muller, E |
Muller, F |
Muller, G |
Muller, H |
Muller, I |
Muller, J |
Muller, K |
Muller, L |
Muller, M |
Muller, N |
Muller, O |
Muller, P |
Muller, Q |
Muller, R |
Muller, S |
Muller, T |
Muller, U |
Muller, V |
Muller, W |
Muller, X |
Muller, Y |
Muller, Z |
Mullera |
Mullerb |
Mullerh |
Mullerl |
Mullerp |
Mullers |
Mullerw |
Mullery
Die Liste der Biografien führt alle Personen auf, die in der deutschsprachigen Wikipedia einen Artikel haben. Dieses ist eine Teilliste mit 131 Einträgen von Personen, deren Namen mit den Buchstaben „Muller, F“ beginnt.

## Muller, F

### Muller, Fa
- Müller, Fabian (* 1964), Schweizer Komponist
- Müller, Fabian (* 1980), deutscher Fußballtrainer
- Müller, Fabian (* 1986), deutscher Fußballspieler
- Müller, Fabian (* 1990), deutscher PianistFabian Müller (* 1990)

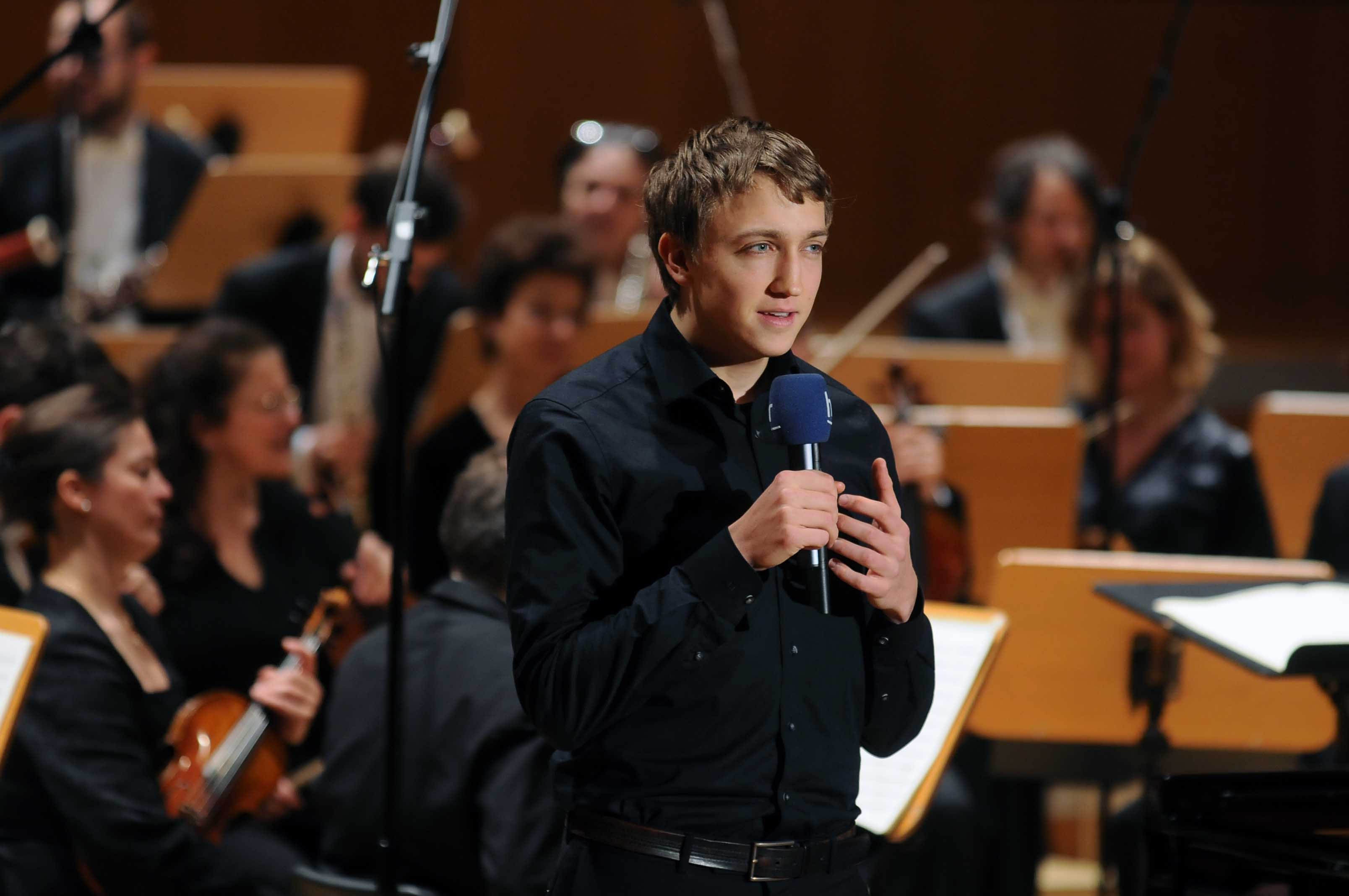
Fabian Müller (* 1990)

- Müller, Fabian M. (* 1983), Schweizer Jazzmusiker (Piano)
- Müller, Falk (1968–2021), deutscher Rugbyspieler und -trainer
- Müller, Fanny (1941–2016), deutsche Schriftstellerin und Satirikerin
- Müller, Farid (* 1962), deutscher Politiker (GAL), MdHB
- Muller, Fay (* 1933), australische Tennisspielerin

### Muller, Fe
- Müller, Felix (1843–1928), deutscher Mathematiker und Mathematikhistoriker
- Müller, Felix (1904–1997), deutscher Bildhauer und Maler
- Müller, Felix (* 1952), Schweizer Prähistoriker
- Müller, Felix (* 1969), deutscher Künstler, Maler und Grafiker
- Müller, Felix (* 1993), deutscher Fußballspieler
- Müller, Felix E. (* 1951), Schweizer Journalist und ehemaliger Handballspieler
- Müller, Felix von (1857–1918), preußischer Diplomat und Gesandter
- Müller, Ferdinand (1809–1881), deutscher Bildhauer
- Müller, Ferdinand (1859–1944), bayerischer Politiker und Landtagsabgeordneter des Zentrums und der Bayerischen Volkspartei
- Müller, Ferdinand August (1858–1888), deutscher Philosoph und Hochschullehrer in Marburg

### Muller, Fi
- Müller, Filinto (1900–1973), brasilianischer Politiker
- Müller, Filip (1922–2013), slowakischer Überlebender des Sonderkommandos im KZ Auschwitz-Birkenau

### Muller, Fl
- Muller, Florence, französische Schauspielerin
- Müller, Florian (* 1970), deutscher Autor, Unternehmer, Unternehmensberater
- Müller, Florian (* 1986), deutscher Fußballspieler
- Müller, Florian (* 1987), deutscher Politiker (CDU), MdB
- Müller, Florian (* 1989), deutscher Eishockeyspieler
- Müller, Florian (* 1997), deutscher FußballtorhüterFlorian Müller (* 1997)

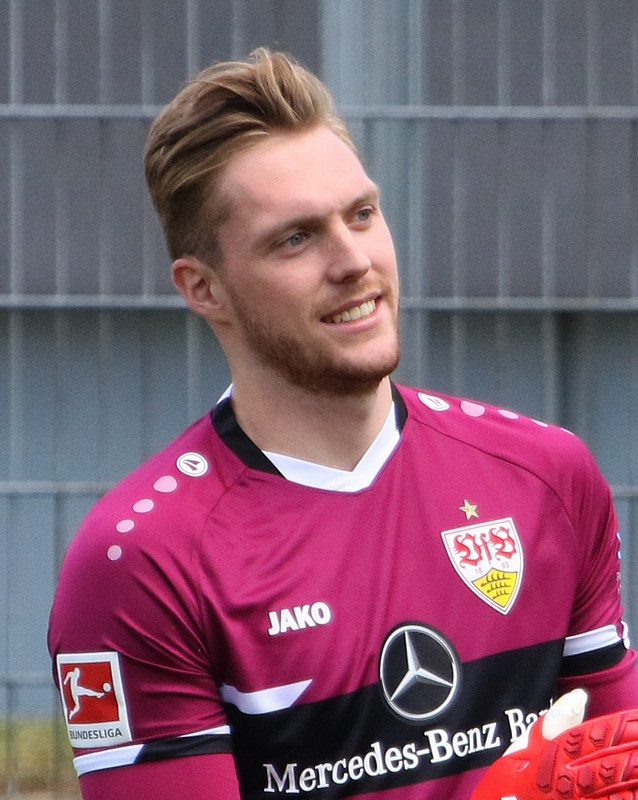
Florian Müller (* 1997)

- Müller, Florian Martin (* 1977), österreichischer Klassischer und Provinzialrömischer Archäologe

### Muller, Fo
- Müller, Fooke Hoissen (1798–1856), deutscher Mathematiker und Schriftsteller

### Muller, Fr
- Müller, Francis (* 1968), Schweizer Journalist und Kultursoziologe mit Schwerpunkt ethnografische Methoden
- Muller, Frank (1862–1917), US-amerikanischer Astronom
- Müller, Frank (* 1964), deutscher Basketballspieler
- Müller, Frank (* 1968), deutscher Zehnkämpfer
- Müller, Frank (* 1977), deutscher Politiker (SPD), MdL
- Muller, Fränk (* 1988), luxemburgischer Basketballspieler
- Müller, Frank Lorenz (* 1970), deutscher Historiker
- Müller, Franz, deutscher Fußballtorhüter
- Müller, Franz (1840–1864), deutscher Mörder
- Müller, Franz (1843–1929), deutscher Historien-, Kirchen-, Porträtmaler
- Müller, Franz (1850–1915), österreichischer Theaterschauspieler, -regisseur und -leiter
- Müller, Franz (1871–1945), deutscher Pharmakologe
- Müller, Franz (1886–1963), deutscher Sportfunktionär
- Müller, Franz (1886–1945), deutscher Landrat
- Müller, Franz (1896–1968), deutscher Sportfunktionär
- Müller, Franz (1900–1989), deutscher katholischer Theologe
- Müller, Franz (1915–1999), österreichischer Friseur und Politiker (SPÖ), Abgeordneter zum Nationalrat, Mitglied des Bundesrates
- Müller, Franz (* 1957), Schweizer Künstler
- Müller, Franz (* 1965), deutscher Regisseur, Drehbuchautor und Filmproduzent
- Müller, Franz August, deutscher Fechter
- Müller, Franz Erich (1898–1984), deutscher Wirtschaftsjurist und Generaldirektor
- Müller, Franz Friedrich (1812–1856), deutscher Gutsherr und Abgeordneter
- Müller, Franz Hermann (1900–1994), deutscher katholischer Sozialtheoretiker
- Müller, Franz Hubert (1784–1835), deutscher Maler, Kupferstecher, Kunstschriftsteller und Galeriedirektor in Darmstadt
- Müller, Franz J. (1924–2015), deutscher Widerstandskämpfer, Mitglied der „Ulmer Abiturientengruppe“ der Weißen Rose
- Müller, Franz Joseph (1830–1908), deutscher Bürgermeister und Politiker, MdR
- Müller, Franz Karl Friedrich (1806–1876), Schriftsteller und Theaterwissenschaftler
- Müller, Franz Otto (1883–1961), deutscher Politiker (DDP, CDU); MdA
- Müller, Franz Walter (1912–1998), deutscher Romanist
- Müller, Franz Xaver (1741–1817), Abt des Klosters Kaisheim
- Müller, Franz Xaver (1870–1948), österreichischer Komponist, Priester und Domkapellmeister
- Müller, Franz-Josef (* 1967), deutscher Badmintonspieler
- Müller, Franziska (* 1990), deutsche Handballspielerin
- Müller, Fred (1913–2001), deutscher Kommunist, Widerstandskämpfer, Polizeioffizier und Sportfunktionär
- Müller, Fredy (1905–1959), deutscher Leichtathlet
- Müller, Frieda (1907–1999), deutsche DBD-Funktionärin
- Müller, Friederike (1816–1895), österreichische Pianistin
- Müller, Friedhelm L. (1939–2014), deutscher Klassischer Philologe
- Müller, Friedolin (* 1985), deutscher Kabarettist
- Müller, Friedrich (1714–1750), deutscher evangelischer Theologe
- Müller, Friedrich (1784–1830), deutscher Verwaltungsjurist, Bürgermeister und Politiker
- Müller, Friedrich (1802–1863), Richter und hessischer Kreisrat
- Müller, Friedrich (1803–1876), nassauischer Politiker
- Müller, Friedrich (1810–1858), deutscher Advokat-Anwalt
- Müller, Friedrich (1834–1898), österreichischer Sprachwissenschaftler
- Müller, Friedrich (1842–1917), deutscher Fotograf
- Müller, Friedrich (1845–1901), deutscher Jurist und Politiker (FVp), MdR
- Müller, Friedrich (1852–1943), sächsischer Generalleutnant
- Müller, Friedrich (1855–1914), deutscher Wasserbauingenieur, preußischer Baubeamter
- Müller, Friedrich (1865–1941), deutscher Maschinenbauingenieur
- Müller, Friedrich (1879–1947), deutscher evangelischer Geistlicher
- Müller, Friedrich (1889–1942), evangelischer Theologe und Mitglied der Bekennenden Kirche
- Müller, Friedrich (1889–1975), deutscher Jurist und Landrat
- Müller, Friedrich (1890–1950), deutscher Jurist, Amtshauptmann und Landrat
- Müller, Friedrich (1895–1953), deutscher Elektrochemiker
- Müller, Friedrich (1900–1975), deutscher Klassischer Philologe und Hochschullehrer
- Müller, Friedrich (1907–1978), deutscher Fußballspieler
- Müller, Friedrich (1915–1974), deutscher Politiker (BP), MdL Bayern
- Müller, Friedrich (1922–2014), deutscher Volkswirt und Politiker (SPD), MdL
- Müller, Friedrich (1923–2003), deutscher Gesteinskundler und Lehrer
- Müller, Friedrich (* 1938), deutscher Rechtswissenschaftler und Dichter
- Müller, Friedrich August (1767–1807), österreichischer Dichter
- Müller, Friedrich Carl (1862–1916), deutscher Unternehmer und Politiker (NLP), MdL (Königreich Sachsen)
- Müller, Friedrich Christoph (1751–1808), deutscher Theologe und Kartograph
- Müller, Friedrich David Theodor (1828–1877), deutscher Historiker
- Müller, Friedrich der Ältere (1828–1915), siebenbürgischer evangelischer Bischof und Historiker
- Müller, Friedrich Gottlieb (1816–1908), deutscher Zeichenlehrer, Druckerei-Gründer, Lithograf und Fotograf
- Müller, Friedrich Hermann (1826–1903), deutscher Bergwerks- und Fabrikbesitzer, Politiker (NLP), MdR
- Müller, Friedrich Horst (1907–1986), deutscher Chemiker
- Müller, Friedrich Karl Georg (1848–1931), Pädagoge und Chemiker
- Müller, Friedrich Konrad (1823–1881), deutscher Dichter
- Müller, Friedrich Max (1823–1900), deutscher SprachforscherFriedrich Max Müller (1823–1900)

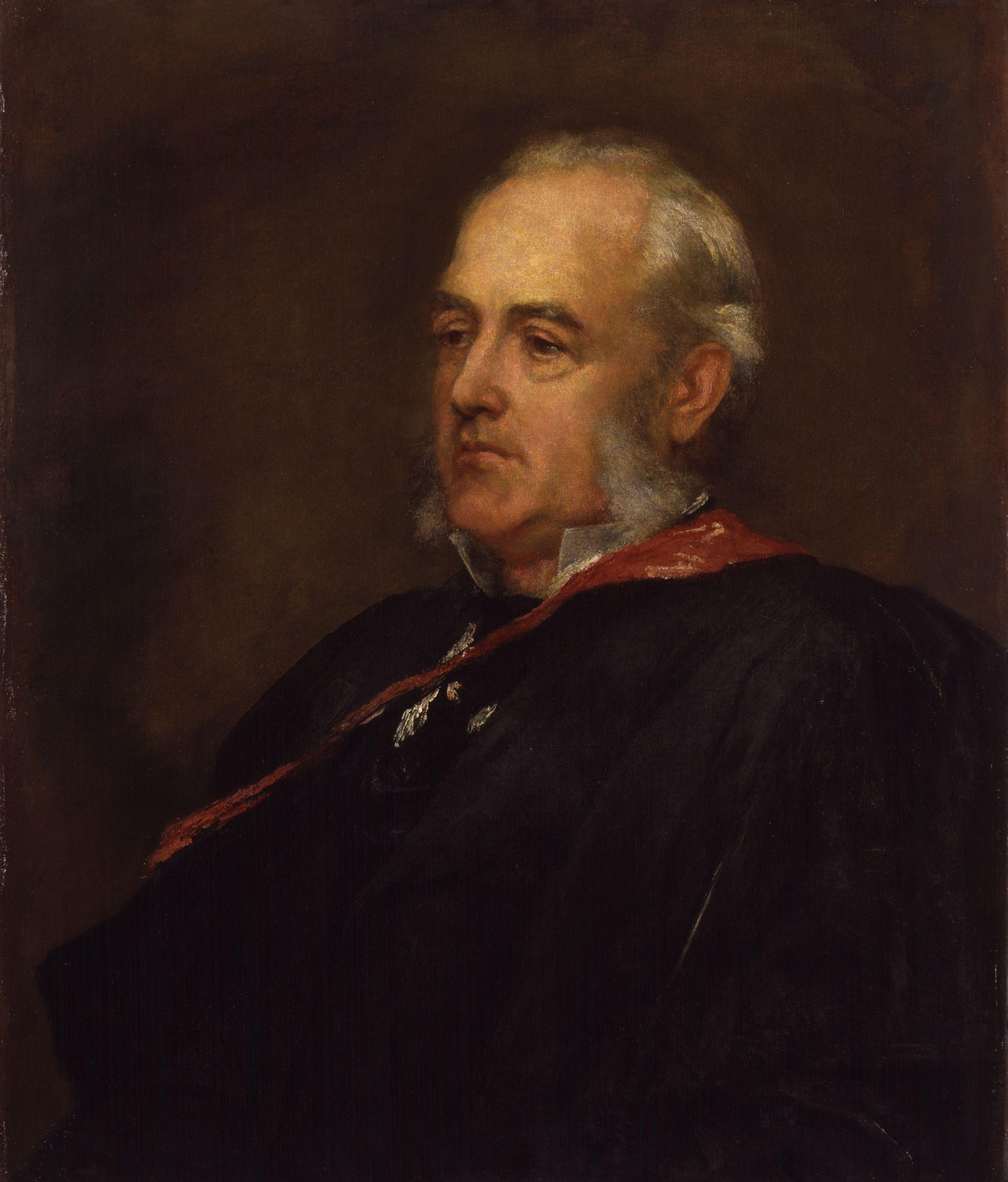
Friedrich Max Müller (1823–1900)

- Müller, Friedrich Theodor (1797–1858), deutscher Kupferstecher
- Müller, Friedrich Theodor (1811–1893), preußischer Beamter und Politiker
- Müller, Friedrich Theodor (1821–1880), deutscher Politiker, MdHB und Rechtsanwalt
- Müller, Friedrich Theodosius (1716–1766), deutscher lutherischer Geistlicher und Theologe
- Müller, Friedrich von (1779–1849), Staatskanzler des Großherzogtums Sachsen-Weimar-Eisenach und ein enger Freund Goethes
- Müller, Friedrich von (1822–1892), österreichischer Offizier, zuletzt Feldmarschalleutnant
- Müller, Friedrich von (1858–1941), deutscher Internist
- Müller, Friedrich Wilhelm (1801–1889), deutscher Hochschullehrer, Kunstschriftsteller und Maler
- Müller, Friedrich Wilhelm (1819–1896), deutscher Architekt, großherzoglich hessischer Baubeamter und Landtagsabgeordneter
- Müller, Friedrich Wilhelm (1897–1952), deutscher Bergmann und Politiker (NSDAP), MdR
- Müller, Friedrich Wilhelm Karl (1863–1930), deutscher Orientalist
- Müller, Friedrich-Wilhelm (1897–1947), deutscher General der Infanterie im Zweiten Weltkrieg
- Müller, Fritz, deutscher Rugbyspieler
- Müller, Fritz, Gerechter unter den Völkern
- Müller, Fritz († 1861), deutscher Schiffskapitän und Marinemaler
- Müller, Fritz (1834–1895), Schweizer Arzt und Zoologe
- Müller, Fritz (1879–1957), deutscher Maler
- Müller, Fritz (1887–1968), deutscher Reformpädagoge
- Müller, Fritz (1905–1979), deutscher Dirigent
- Müller, Fritz (1907–2001), deutsch-amerikanischer Raumfahrtingenieur
- Müller, Fritz (1910–1984), deutscher Fußballspieler und Trainer
- Müller, Fritz (1917–1999), deutscher Ringer
- Müller, Fritz (* 1919), deutscher Gewerkschafter, Kandidat des ZK der SED
- Müller, Fritz (1920–2001), deutscher SED-Funktionär
- Müller, Fritz (1926–1980), Schweizer Geograph und Glaziologe
- Müller, Fritz (* 1937), deutscher Maler und Grafiker
- Müller, Fritz (* 1941), deutscher Autorennfahrer
- Müller, Fritz Eduard (1925–2020), deutscher Mediziner
- Müller, Fritz Peter (1923–1981), deutscher Bauingenieur und Hochschullehrer, Professor für Bauingenieurwesen
- Müller, Fritz-René (* 1939), christkatholischer Bischof der Schweiz